# Equipo de Control de Combate de la Fuerza Aérea de los Estados Unidos
Los Controladores de Combate de las Fuerzas Aéreas de los Estados Unidos (CCT) son fuerzas de combate terrestre especializadas en la labor tradicional de los "pathfinder".
Están asignados a la lista de escuadrones de operaciones especiales de las Fuerzas Aéreas de los Estados Unidos y son una parte integral del Comando de Operaciones Especiales de las Fuerzas Aéreas de los Estados Unidos (AFSOC), rama del Comando de Operaciones Especiales de los Estados Unidos (USSOCOM).

## Misión
Los controladores de combate son hombres que se encargan de tácticas especiales. Están entrenados como unidades de operaciones especiales y son controladores aéreos certificados por la Administración Federal de Aviación.
La misión de un controlador de combate es desplegarse y permanecer indetectado en ambientes hostiles y de combate para establecer zonas de asalto mientras conduce simultáneamente control aéreo y acción directa, contraterrorismo, defensa integral, asistencia humanitaria y operaciones de reconocimiento.

## Entrenamiento

### Entrenamiento
Los Equipos de Control de Combate están entre el personal militar mejor preparado de los Estados Unidos. Reciben un entrenamiento previo de 35 semanas con diferentes cursos. 
Combat Control Orientation Course, Lackland Air Force Base, Texas
Este curso de orientación de dos semanas se centra en psicología deportiva, nutrición, ejercicios básicos, fundamentos e historia del control de combate. 
Combat Control Operator Course, Keesler AFB, Miss.
Este curso de quince semanas y media de duración enseña meteorología, sistemas de navegación aérea, control aéreo, asistencia de vuelo, procedimientos de comunicación, procedimientos de radares, y reglas de tráfico aéreo entre otros conocimientos. Es el mismo curso al que asisten los controladores aéreos de las Fuerzas Aéreas.
U.S. Army Airborne School, Fort Benning, Ga.
Se enseñan las principales aptitudes del salto en paracaídas para infiltrarse en terreno enemigo, en un curso de una semana. 
U.S. Air Force Basic Survival School, Fairchild AFB, Wash.
Curso de dos semanas y media que enseña técnicas básicas de supervivencia en zonas remotas: vuelta a casa, supervivencia en situaciones climatológicas adversas, procedimientos, técnicas y equipo…
Combat Control School, Pope AFB, N.C.
Este curso de trece semanas provee de cualidades de combate que incluyen entrenamiento físico, comunicaciones, tácticas de unidades, navegación terrestre, zonas de asalto, demoliciones y paracaidismo.
Special Tactics Advanced Skills Training, Hurlburt Field, Fla.
Es un programa de unos 12 a 15 meses para los controladores de combate recién destinados. Se divide en cuatro fases: agua, tierra, misión completa y empleo. Los controladores de combate también acuden a estas escuelas durante el programa de Advanced Skills Training:
- U.S. Army Military Free Fall Parachutist School, Fort Bragg, N.C., and Yuma Proving Grounds, Ariz.: procedimientos de paracaidismo con entrenamiento en un túnel de viento, maniobras aéreas, y control del paracaídas. Duración de cinco semanas.

- U.S. Air Force Combat Diver School, Panama City, Fla. | U.S. Army Special Forces Combat Divers School, Key West, Fla.: un curso de una duración de cuatro semanas sobre submarinismo para infiltrarse en zonas enemigas, y varias operaciones bajo el agua a gran profundidad.

- U.S. Navy Underwater Egress Training, Pensacola Naval Air Station, Fla.: este curso enseña cómo escapar de un avión estrellado sobre el agua. En un día se muestran las técnicas de cómo salir del aparato.

## Historia
Los primeros pathfinders armados aparecieron en 1943 durante la Segunda Guerra Mundial con el fin de asegurar el éxito de las misiones de paracaidistas durante el conflicto. Estos precedían a las fuerzas de asalto en las zonas de objetivo para tomar información meteorológica y servir como guías visuales con bengalas, humo o luces. 
Después de que la Air Force se separase, los pathfinders fueron llamados ‘equipos de control de combate’ (combat control teams) y fueron activados en 1953. En la Guerra de Vietnam, tomaron gran protagonismo asegurando la seguridad de las misiones y sirviendo de guías también para las fuerzas indígenas de Laos y Camboya.
- Datos: Q8776719
- Multimedia: United States Air Force Combat Control Teams / Q8776719